# گئورگ گیراگوسیان
گئورگ ستراکی گیراگوسیان (ارمنی: Գևորգ Սեդրակի Կիրակոսյան؛ زادهٔ ۱۶ مارس ۱۹۳۹) یک  سیاستمدار اهل ارمنستان است که از تاریخ ۱۹۹۰ تا تاریخ ۱۹۹۵ سمت نمایندگی دوره اول شورای عالی جمهوری ارمنستان را برعهده داشت.

## زندگی‌نامه
در ۱۶ مارس ۱۹۳۹ در ارمنستان به دنیا آمد . 